# Malcolm Ross
Malcolm David Ross (nascut el 1942) és un lingüista i professor a la Universitat Nacional Australiana. Ha publicat diversos treballs sobre la classificació de les llengües austronèsiques i les llengües papús, així com sobre lingüística històrica i contacte lingüístic (especialment sobre la metatipia). Va ser elegit membre de l'Acadèmia Australiana d'Humanitats el 1996.
Ross va ocupar el lloc de rector del Goroka Teachers' College a Papua Nova Guinea des de 1980 a 1982, temps durant el qual es va interessar per les llengües autòctones i va començar a recol·lectar dades sobre elles. En 1986, va rebre el seu doctorat de l'ANU havent estat els seus directors de tesi Stephen Wurm, Bert Voorhoeve i Darrell Tryon. La seva tesi doctoral versava sobre la classificació filogenètica de les llengües oceàniques de Melanèsia occidental i contenia una reconstrucció primerenca de l'idioma proto-oceànic. A Ross també es deu el concepte d'encadenament lingüístic (en anglès: linkage), és a dir, una denominació per a un grup de llengües que evoluciona mitjançant la diferenciació dialectal amb contactes entre dialectes, més que d'acord amb un esquema d'arbre filogenètic.
Juntament amb Andrew Pawley i Meredith Osmond, Ross ha desenvolupat Proto-Oceanic Lexicon Project, que actualment consta de molts volums de formes lèxiques proto-oceàniques en nombrosos dominis semàntics.
Més recentment, Ross ha publicat treballs sobre les llengües formosanes i la classificació de les llengües papús.